# Puerta de Olivares

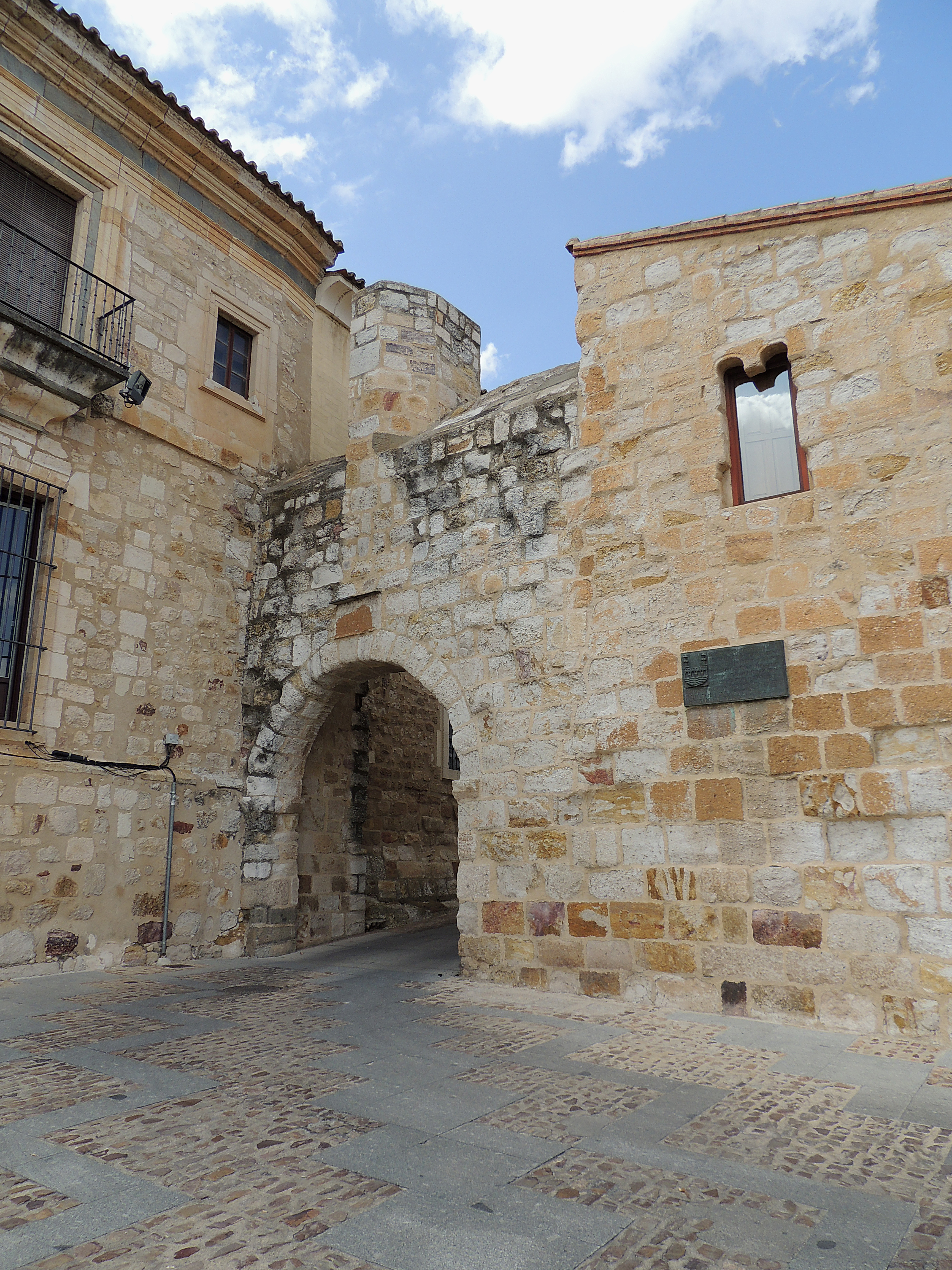
Puerta de Olivares desde el exterior

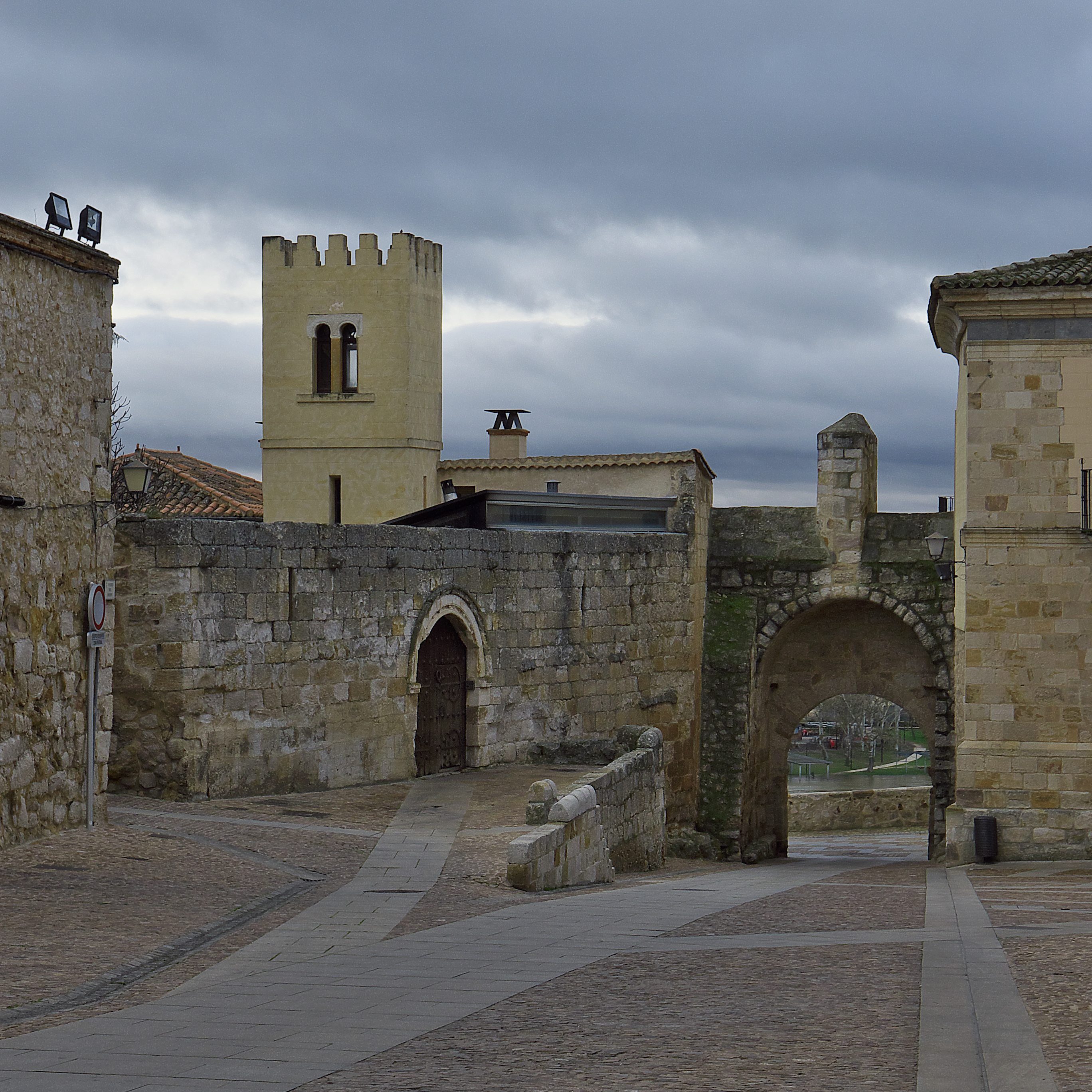
Puerta de Olivares desde el interior

La Puerta de Olivares (denominada también posteriormente como Puerta del Obispo o Puerta Óptima) es una de las puertas de la muralla de Zamora, ubicada en su lado más occidental. A sus pies se extendió en denominado arrabal de Olivares (existente en el siglo X). Desde ella se accede al antiguo recinto de la catedral y al castillo de Zamora. Se ubica entre el palacio episcopal y la Casa del Cid y se encuentra adosada a las Peñas de Santa Marta. Es una de las puertas más antiguas de la ciudad y data del siglo X. Desde esta puerta se accede al Duero y a sus conocidas aceñas de Olivares (molinos) ubicadas en la ladera del río. Antiguamente daba igualmente al antiguo puente romano (el actual puente de piedra se encuentra unos cientos de metros 'aguas arriba').

## Historia
Es una de las más antiguas puertas de las murallas zamoranas. Data de finales del siglo X. En una lápida, cuyo original se colocó el 1230 con letras góticas, y en la que modernamente restaurada se puede leer:

Era de MCCLXVIII (1230 d. C.) Alfonso rey de León tomó Cáceres, Montánchez, Mérida y Badajoz; venció a Aben Hud rey de los moros que tenía XX mil caballeros y LX mil peones; y fueron los zamoranos victoriosos en la primera linea. En este mismo año falleció el rey el día VIII de las calendas de octubre (24 de septiembre) habiendo reinado cuarenta y dos años. Y en este mismo año se hizo esta puerta.

La victoria mencionada en el cartel fue indicada posteriormente en el segundo cuartel del escudo de la ciudad. Debido a la proximidad del Palacio Episcopal se vino a denominar posteriormente como Puerta del Obispo. Haciendo mención, quizás a San Atilano, uno de los patronos de Zamora. No debe confundirse con la Portada del Obispo, una de las salidas en arco de la Catedral de Zamora.